# Kostel svatého Filipa a Jakuba (Kyjov)
Kostel svatého Filipa a Jakuba je římskokatolický chrám v místní části města Kyjov Bohuslavicích v okrese Hodonín. Je chráněn jako kulturní památka České republiky.
Na místě původního středověkého kostela byl postaven po polovině 17. století pozdně barokní kostel. Na konci 17. století byla přistavěna věž, v letech 1797–1798 sakristie, předsíň a zřejmě i kruchta.
Jde o jednolodní stavbu s věží představenou západnímu průčelí, se sakristií v ose presbytáře a předsíní při severní straně lodi.

Jde o farní kostel farnosti Bohuslavice u Kyjova.